# Epipactis hanseniorum
Epipactis hanseniorum är en orkidéart som beskrevs av Petr Batoušek. Epipactis hanseniorum ingår i släktet knipprötter, och familjen orkidéer. Inga underarter finns listade i Catalogue of Life.